# Teneur corpusculaire moyenne en hémoglobine
 (janvier 2016).
Si vous disposez d'ouvrages ou d'articles de référence ou si vous connaissez des sites web de qualité traitant du thème abordé ici, merci de compléter l'article en donnant les références utiles à sa vérifiabilité et en les liant à la section « Notes et références ».
 (janvier 2016).

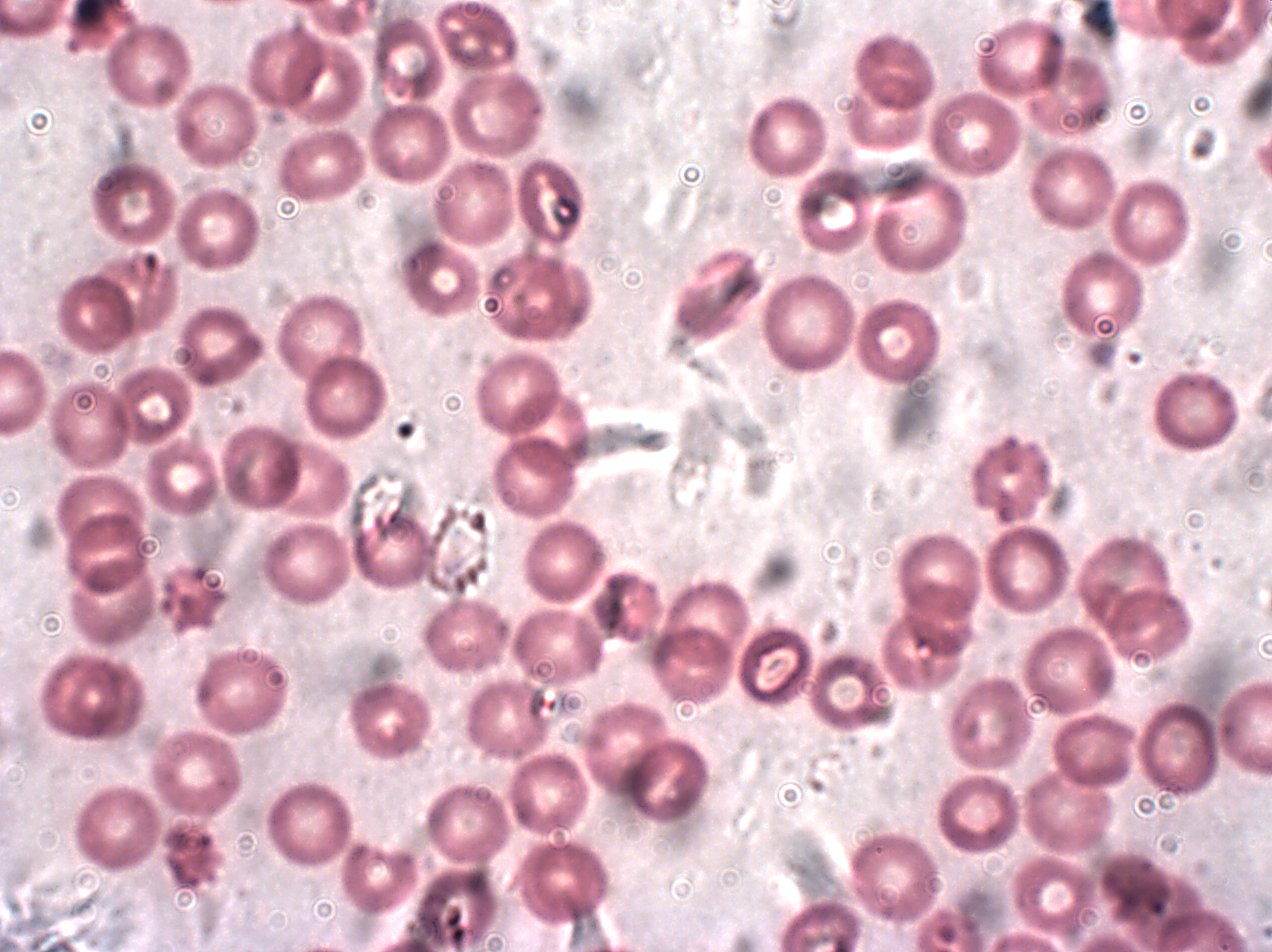
Globules rouges humaines

La teneur corpusculaire moyenne en hémoglobine (TCMH), aussi parfois appelée teneur globulaire moyenne en hémoglobine (TGMH), est un paramètre sanguin donnant la masse moyenne d'hémoglobine contenue dans un globule rouge. Elle est calculée lors d'un hémogramme comme le rapport entre le taux d'hémoglobine et la numération globulaire. La TCMH est exprimée en picogrammes.
```
                   taux d'hémoglobine (g/100 ml) x 10       
    TCMH (en pg) = -----------------------------------------
                   numération globulaire (millions/mm
3
)  
```

Sa valeur définit le caractère normochrome ou hypochrome d'une anémie (l'hyperchromie est impossible étant donné que les globules rouges contiennent physiologiquement de l'hémoglobine à saturation dans leur cytoplasme).

## Valeurs usuelles
La valeur de référence chez l'adulte se situe entre 27 et 38 picogrammes.
Cette valeur varie avec l'âge : elle est plus élevée chez le nouveau-né, elle diminue par la suite. Elle suit le même mouvement que le volume globulaire moyen (VGM).
La valeur de TCMH reflétant la quantité d'hémoglobine contenue en moyenne par globule rouge, dont le volume peut lui-même varier, il faut prendre en compte ces deux variables et considérer la CCMH (concentration corpusculaire moyenne en hémoglobine) pour définir la normochromie (CCMH de 32 à 35 %) et l'hypochromie (CCMH < 32 %).